# Marco Vinicio Vargas Pereira
Marco Vinicio Vargas Pereira (Grecia, 30 de agosto de 1954) es un diplomático de carrera costarricense, Viceministro de Relaciones Exteriores de Costa Rica de 2003 a 2006.

## Trayectoria
Nació en Grecia, el 30 de agosto de 1954, hijo de don Horacio Vargas y de doña Betty Pereira.
Se graduó de licenciado en Derecho en la Universidad de Costa Rica, con una tesis sobre el Adelantamiento de Costa Rica. Cursó además estudios de Relaciones Internacionales en la Universidad Nacional de Costa Rica y de diplomacia en el Instituto Rio Branco en Brasilia. Ingresó al Ministerio de Relaciones Exteriores y Culto de Costa Rica el 1 de abril de 1975.
Ha desempeñado cargos diplomáticos y consulares en el Brasil, los Estados Unidos de América, la Santa Sede, la Soberana y Militar Orden de Malta, los organismos de la ONU con sede Roma y la sede central de la Cancillería costarricense. Por iniciativa suya se creó en 1988 el Instituto del Servicio Exterior de la Cancillería costarricense, que lleva el nombre de don Manuel María de Peralta y Alfaro. Fue embajador de Costa Rica en Belice de 1998 a 2000 y viceministro de Relaciones Exteriores y Culto de 2003 a 2006. Estuvo encargado de la Cancillería costarricense como ministro interino en numerosas oportunidades. Ha sido condecorado por España y la República Dominicana. En 2006 fue designado embajador de Costa Rica en el Uruguay, cargo del que se le separó en 2011 para poder nombrar en su lugar al exministro de Seguridad Pública José María Tijerino, a pesar de que antes se había anunciado que a Tijerino se le nombraría en Colombia. De 2011 a 2014 fue destacado en la sede central Cancillería de Costa Rica como director general de Protocolo y Ceremonial del Estado. En 2014 fue nombrado embajador de Costa Rica ante la Santa Sede, la Orden de Malta y como representante permanente ante las agencias de la Organización de las Naciones Unidas con sede en Roma: la Organización de las Naciones Unidas para la Alimentación y la Agricultura, el Programa Mundial de Alimentos y el Fondo Internacional de Desarrollo Agrícola. Además, es embajador concurrente de Costa Rica en Mónaco, Malta y Albania.
También ha sido profesor en el Instituto del Servicio Exterior Manuel María de Peralta y en varias universidades costarricenses.